# 顺河场站
顺河场站是一个成渝线上的铁路车站，位于四川省资中县顺河场镇，建于1952年，目前为四等站，邮政编码为641205。目前客运：办理旅客乘降；不办理行李、包裹托运；货运：办理整车货物发到；零担仅办理直达整零货物发到；危险货物仅办理农药、化肥发到。

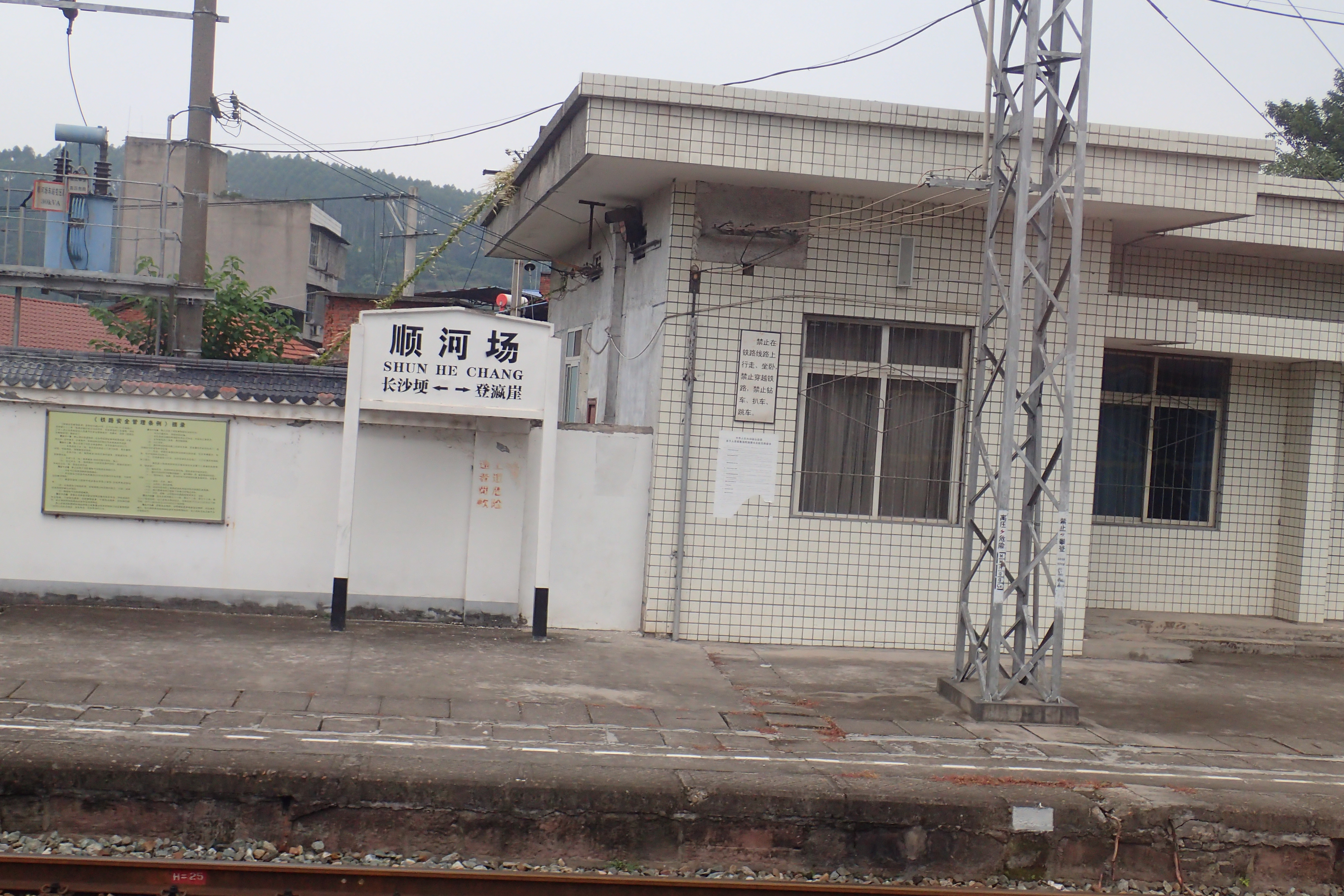
2017年，列车上抓拍的顺河场站站牌

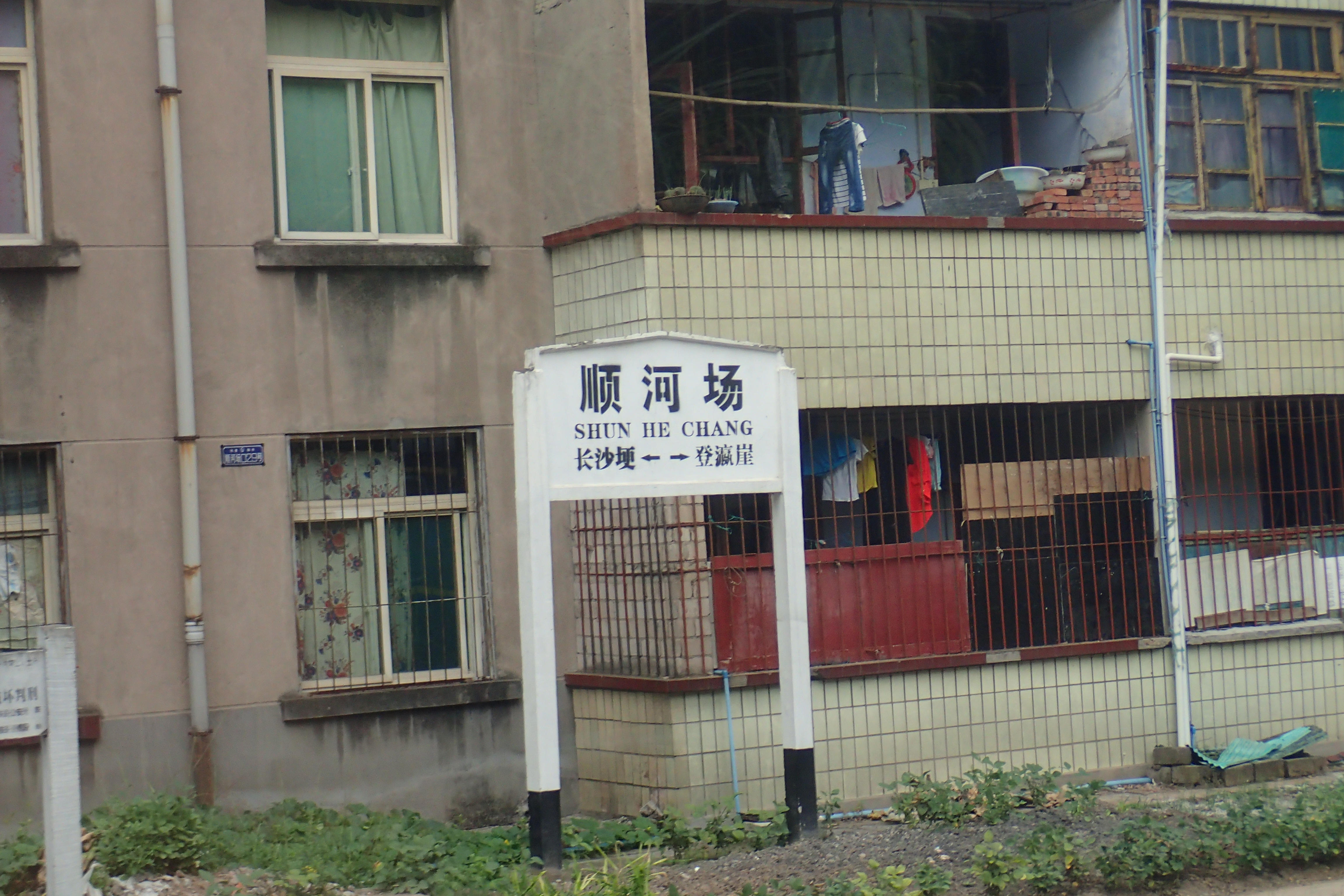
2017年，列车上抓拍的顺河场站站牌